# لوران ديفيد
لوران ديفيد (بالفرنسية: Laurent David)‏ (و. 1971  م) هو لاعب كرة قدم، من فرنسا، ولد في سانت بريوك، يلعب كلاعب وسط.

## روابط خارجية
- لوران ديفيد على موقع قاعدة بيانات كرة القدم.إي يو (الإنجليزية)